# آرامی‌ها

نقشهٔ بخش جنوبی شام در پیرامون ۸۳۰ پیش از میلاد

آرامی‌ها، اتحادیه‌ای از قبایل  سامی‌نژاد آرامی‌زبان بودند که در پیرامون کویر در شرق رود اردن و دریای مرده (بحرالمَیِت) می‌زیستند. این شبانانِ چادرنشین و بیابانگرد از خویشاوندان نزدیک بنی اسرائیلیان بودند. میان سدۀ ۸ تا ۱۱ پیش از میلاد آرام‌آرام (در منطقهٔ بزرگی در شمال سوریه) سکنیٰ گزیدند. در همین دوران شمار دیگری از این قبایل نیز  در بخش بزرگی از میان‌رودان (بين‌النهرين) ساکن شدند.
امروزه مردمان آرامی‌تبار در کشورهایی مانند عراق، سوریه، ایران و جز اینها زندگی می‌کنند؛ اینان در ایران معروف به مندائیان هستند.

## الفبای آرامی
الفبای آرامی، الفباییست که توسط آرامی‌ها و با اقتباس از الفبای فنیقی استفاده می‌شد.
الفبای آرامی احتمالاً نمونه اولیه خط براهمی هند، نیای تمام خطوط هندی بوده‌است. اشکال بسیاری از حروف براهمی تأثیر واضح سامی را نشان می‌دهد. این انتقال احتمالاً در قرن هفتم قبل از میلاد انجام شده‌است. تطبیق خط آرامی با زبان هند و آریایی در هند به هیچ وجه ساده و سرراست نبوده‌است. علاوه بر این، خط براهمی در اصل از راست به چپ نوشته شده‌است.